# Anodisation dure
L'anodisation dure (appelé parfois éloxage, en Suisse romande) est une technique d'anodisation de l'aluminium qui permet d'obtenir une couche passivante d'alumine de grande épaisseur (de l'ordre de 100 µm).

## Principe de l'anodisation
L'aluminium présente à l'état naturel une couche d'alumine superficielle qui le protège de l'oxydation (passivation). Cette couche naturelle, de quelques nanomètres d'épaisseur, est sujette à la détérioration. Une meilleure protection de l'aluminium contre la corrosion est obtenue en accroissant l'épaisseur de la couche d'alumine.
Cette technique déjà ancienne est appelée anodisation. Elle consiste en une électrolyse en milieu acide. Dans ce cas, le revêtement n'est pas réalisé par apport de matière mais par oxydation contrôlée du substrat afin de le passiver.
On peut distinguer plusieurs types d'anodisation, en fonction de la composition du bain :
- L'anodisation dite 'dure' avec un bain d'acide sulfurique, permet d'obtenir des épaisseurs comprises entre 30 et 100 µm. Sa couleur varie du gris au noir. Sa couche permet une bonne résistance à l'abrasion et une dureté élevée de 350 à 600 hv 0,1.
- L'anodisation chromique permet un dépôt de quelques microns.
- L'anodisation sulfurique permet un dépôt entre 10 et 20 microns qui se répartit sur la surface (1/3) et dans la matière (2/3).
- L'anodisation phosphorique permet d'obtenir une couche très adhérente pour l'application de peintures

Pour améliorer les anodisations, il est possible de modifier la composition des bains. Par exemple, l'ajout d'acide oxalique en milieu sulfurique permet de limiter la dissolution.
Le titane est aussi concerné par ce traitement. Le traitement postérieur de colmatage confère à la couche ainsi créée une protection anti-corrosion assez importante. Les dépôts non colmatés permettent une base d'accrochage avant peinture. Les couches anodisées peuvent être colorées avant colmatage.

## Mécanismes
L’anodisation est basée sur le principe de l’électrolyse de l’eau.
Dans une cuve remplie de traitement permettant le processus, c’est-à-dire dans un milieu acide tel que l’acide sulfurique, la pièce est placée à l’anode d’un générateur de courant continu. La cathode du système est généralement en plomb (inerte au milieu). Elle peut également être en aluminium, dans certaines installations.
Lors de l’électrolyse la couche d’oxyde s’élabore à partir de la surface vers le cœur du métal, contrairement à un dépôt électrolytique.
Pour l’aluminium, il se forme une couche d’alumine qui a un pouvoir d’isolant électrique. Ainsi le courant n’arrive plus jusqu’au substrat, et il est alors protégé.
Les réactions sont les suivantes :
- à la cathode :		2H+ + 2e− → H2

- à l’anode : Al = 3e− + Al3+ , puis : 2 Al3+ + 3 H2O → Al2O3 + 6 H+

- Équation bilan : 2 Al + 3 H2O → Al2O3 + 3 H2

Ces réactions provoquent donc une formation d’une couche d’oxyde d'aluminium, l’alumine qui est un isolant. Le courant n’arrive donc plus vers la couche. C’est pour cette raison qu’il faut utiliser un électrolyte qui dissout la couche tel que l’acide sulfurique.
On obtient alors des sphères équipotentielles qui progressent en produisant des structures hexagonales poreuses.
Le processus d’anodisation dépend de la vitesse de dissolution. En effet :
- si Vdissolution > Voxydation, on a un décapage
- si Vdissolution = Voxydation, on a un polissage électrolytique
- si Vdissolution < Voxydation, on a une anodisation.

La couche d’alumine en anodisation sulfurique se forme vers l’extérieur à 1/3 de la cote initiale et à 2/3 de la cote initiale vers l’intérieur.
La coloration s’effectue par imprégnation du colorant par absorption dans les pores.
Le colmatage est la technique permettant l’obturation ou la fermeture des porosités existantes dans chaque cellule de la couche d’oxyde. Cette obturation est obtenue par transformation de l’alumine constituant la couche anodique, entraînant une dilatation et donc une fermeture progressive des pores.
Cette opération est réalisée en immergeant les pièces anodisées dans l’eau en ébullition pour favoriser la cinétique de réaction. L’alumine anhydre absorbe des molécules d’eau et devient une alumine monohydratée (boehmite). Le colmatage favorise donc une bonne tenue à la corrosion. Dans certaines cas, le colmatage peut également se faire dans une solution contenant du bichromate de potassium (amélioration de la tenue à la corrosion). Pour améliorer la qualité du colmatage, il est également possible d'effectuer un pré-colmatage pendant quelques minutes dans une solution d'acétate de nickel. À noter que le colmatage est à éviter en cas d'application de revêtements organiques ou en cas d'imprégnation au PTFE à la suite du traitement anodique.

## Principe de l’anodisation dure
Elle est caractérisée par une température faible : de −5 à 5 °C et l'utilisation d'une densité de courant élevée (jusqu'à 5 A/dm²). La faible température de l’électrolyte minimise la dissolution de l’oxyde, ce qui permet d’atteindre des épaisseurs plus importantes qu’en anodisations conventionnelles (de 25 µm à 100 µm). La dissolution des précipités est diminuée d’où leur incorporation dans l’oxyde ; ce dernier possède une coloration plus marquée que pour une température de 20 °C. Ainsi la porosité de l’oxyde est plus faible.
Certains types d'alliages (notamment les alliages très cuivreux : série 2000) peuvent présenter une faible aptitude à l'anodisation dure : difficulté d'obtention de grandes épaisseurs.
En anodisation dure (appelée aussi "oxydation anodique dure" : OAD), le colmatage n'est pas forcément nécessaire et la coloration chimique est très compliquée, surtout pour les couches très compactes. L'agitation du bain doit être très importante; en effet, il est important d'homogénéiser la température du bain et d'évacuer les calories formées par effet Joule.
En ce qui concerne les paramètres électriques en OAD, le cycle électrique du traitement passe, dans la plupart des cas, par une montée lente en tension suivie d'un palier constant qui peut aller jusqu'à 100 volts (plus généralement 60 volts). Le traitement peut se faire par courant continu, par courant pulsé (diminue les risques de brûlures et économise de l'énergie) ou par courant direct superposé par un courant alternatif (diminue les risques de brûlures, permet le travail avec des plus basses tensions et des températures autour de 10 °C).
Il est important de retirer lentement la pièce du bain d'OAD pour éviter tout choc thermique.
Le principal inconvénient des couches OAD est leur comportement à la fatigue. Les chutes en fatigue peuvent aller jusqu'à 60 % en OAD, contre 10 % en anodisation chromique et 30 % en anodisation sulfurique simple.
N.B. : la couche se forme à moitié à l’extérieur et à moitié à l’intérieur pour l’anodisation dure.